# Connie O'Connor
Conlon Cecil O'Connor, detto Connie (Lennox, 21 febbraio 1923 – Phoenix, 15 gennaio 2014), è stato un cestista e giocatore di baseball statunitense, professionista nella NBL.

## Carriera
Giocò una stagione nella NBL, disputando 36 partite con 5,4 punti di media.